# Grafton (Nebraska)
Grafton é uma vila localizada no estado americano de Nebraska, no Condado de Fillmore.

## Demografia
Segundo o censo americano de 2000, a sua população era de 152 habitantes.
Em 2006, foi estimada uma população de 142, um decréscimo de 10 (-6.6%).

## Geografia
De acordo com o United States Census Bureau, a localidade tem uma área de 0,9 km², sem área coberta por água. Grafton localiza-se a aproximadamente 515 m acima do nível do mar.

## Localidades na vizinhança
O diagrama seguinte representa as localidades num raio de 16 km ao redor de Grafton.